# Тахогенератор

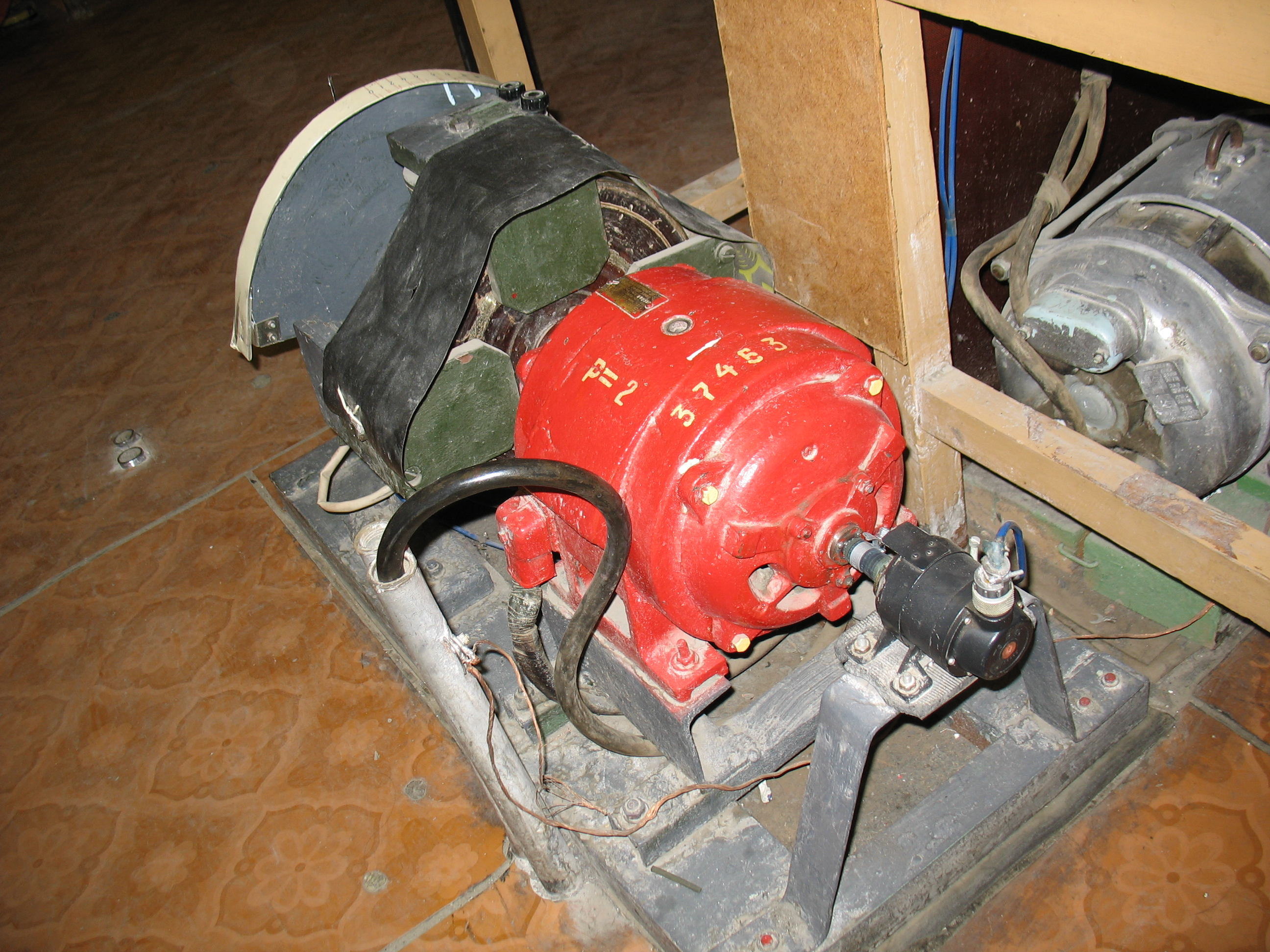
Тахогенератор (чёрный), соединённый с электродвигателем (красный)

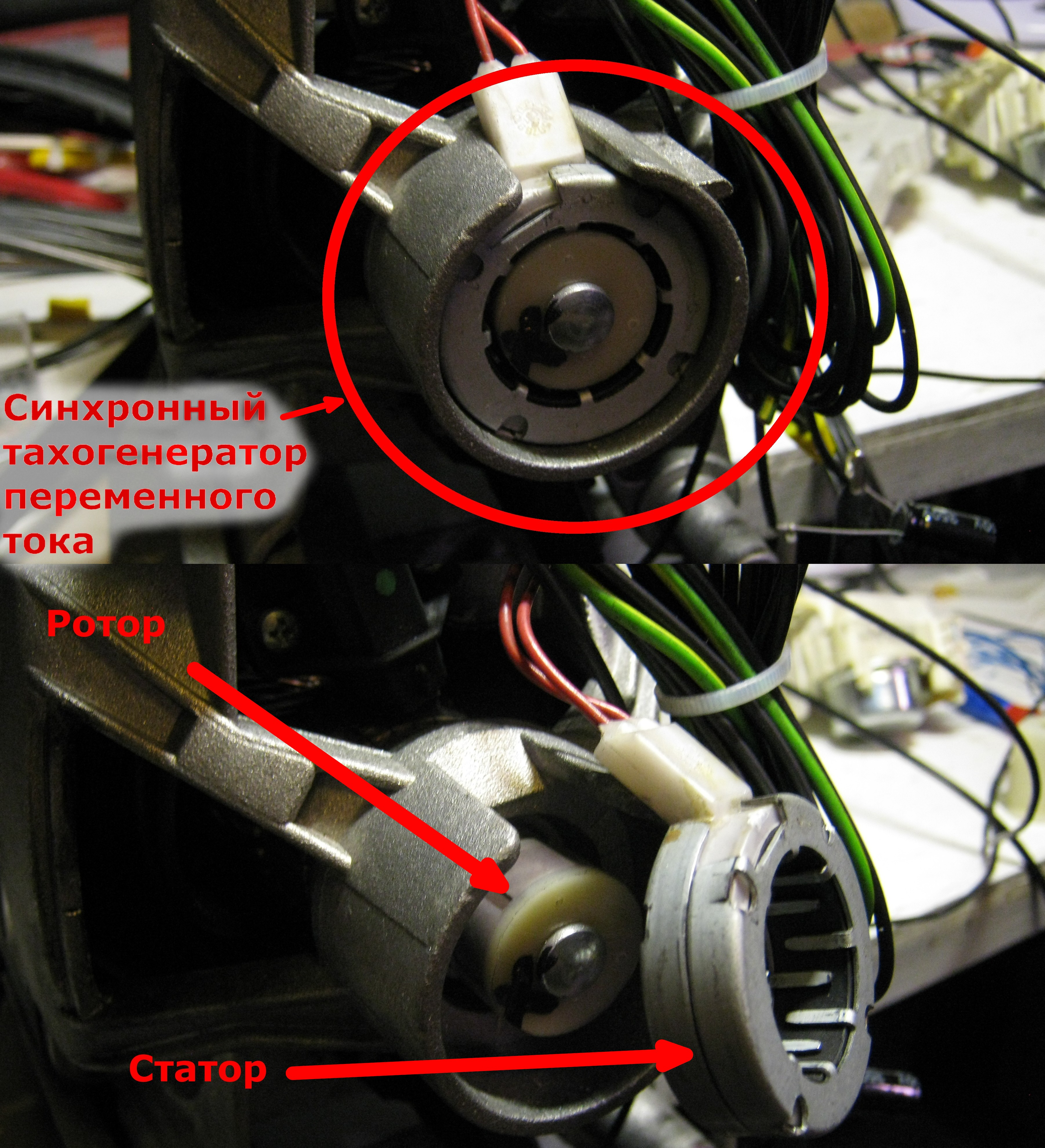
16-полюсный синхронный тахогенератор переменного тока, встроенный в коллекторный электродвигатель стиральной машины. Ротор тахогенератора представляет собой кольцевой постоянный магнит.

Тахогенера́тор (от др.-греч. τάχος — «быстрый», «скорость» и лат. generator «производитель») — электрическая информационная микромашина, измерительный генератор постоянного или переменного тока, предназначенный для преобразования мгновенного значения частоты (угловой скорости) вращения вала в однозначно связанный со скоростью электрический сигнал (по напряжению или же по частоте).
Обычно величина (ЭДС), а в некоторых типах тахогенераторов (синхронных) и частота сигнала прямо пропорциональны частоте вращения ротора.
Электрический сигнал тахогенератора подаётся либо для непосредственного отображения и считывания показаний на проградуированный в единицах скорости вращения вторичный прибор — индикатор тахометра, либо на вход автоматических устройств управления, регулирующих частоту вращения.

## Принцип действия
По принципу действия тахогенераторы делятся на несколько типов — с выходным сигналом переменного тока или напряжения (синхронные и асинхронные) и с выходным сигналом постоянного тока.

### Тахогенераторы постоянного тока

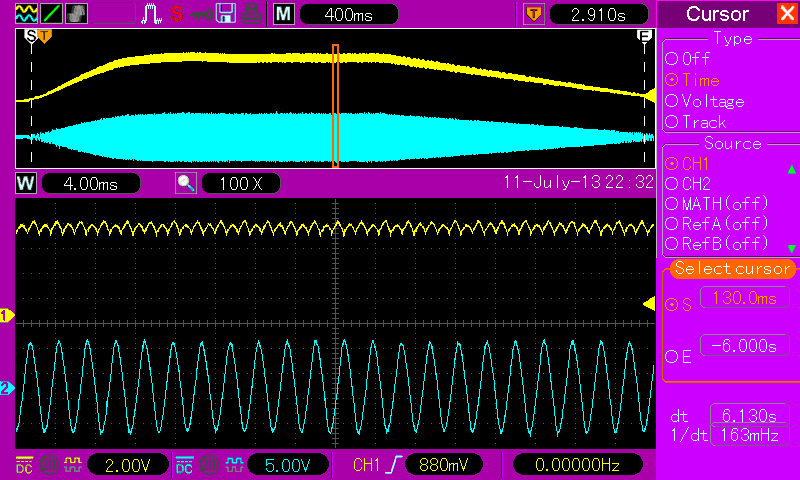
Сравнение синхронного тахогенератора постоянного тока с синхронным тахогенератором переменного тока.
Желтый — постоянного тока
Синий — переменного тока

Небольшие коллекторные машины, поток возбуждения в которых создаётся постоянным магнитом или независимой обмоткой.
Эти тахогенераторы представляют собой обычные коллекторные генераторы постоянного тока, но с постоянным возбуждением, как правило осуществляемого постоянными магнитами статора. Так как ЭДС, наводимая в обмотках ротора, прямо пропорциональна скорости изменения магнитного потока в обмотках в соответствии с законом Фарадея, то и напряжение, снимаемое со щёток коллектора оказывается прямо пропорциональным скорости вращения ротора.
Из-за наличия щёточно-коллекторного узла ресурс и надёжность данного типа тахогенераторов меньше, чем например у тахогенераторов переменного тока, а из-за процесса коммутации пластин коллектора и щёток при вращении порождаются дополнительные электрические импульсные помехи выходного сигнала тахогенератора.
Информационным сигналом тахогенератора постоянного тока является электрическое напряжение, что вызывает дополнительные ошибки преобразования скорости, обусловленные, в основном, зависимостью магнитного потока подмагничивания от температуры, переходного электрического сопротивления между щётками и коллектором, изменения магнитного потока  подмагничивания постоянного магнита статора со временем из-за саморазмагничивания и изменения зазора между ротором и статором.
Достоинствами тахогенераторов постоянного тока являются удобная форма представления выходного сигнала и возможность определять не только скорость вращения ротора, но и направление его вращения (при смене направления вращения выходной сигнал меняет полярность).
Отношение выходного напряжения к частоте вращения ротора называют «чувствительностью тахогенератора» или «коэффициентом преобразования» или «крутизной тахогенератора» и обычно указывается в технической спецификации тахогенератора в милливольтах на оборот в минуту. По этому параметру и выходному напряжению можно определить частоту вращения ротора по формуле:
{\displaystyle F_{rot}={\frac {U_{out}}{S_{t}}},}
где {\displaystyle F_{rot}} — частота вращения ротора в оборотах в минуту,
{\displaystyle U_{out}} — выходное напряжение тахогенератора,
{\displaystyle S_{t}} — коэффициент преобразования.

### Асинхронные тахогенераторы переменного тока
По конструкции подобны асинхронным электродвигателям с короткозамкнутым ротором. Короткозамкнутый ротор обычно выполнен в виде полого алюминиевого или медного цилиндра. На статоре такого тахогенератора с магнитными потоками, ориентированными относительно друг друга под углом 90°, расположены две обмотки, одна из которых (обмотка возбуждения) питается переменным синусоидальным током постоянной частоты и постоянной амплитуды, а вторая является выходной, и к ней может быть подсоединён измерительный прибор (вольтметр переменного напряжения, отградуированный, например, в об/мин), либо вход автоматической системы управления.
Принцип действия основан на увлечении магнитного потока, наведенного в роторе короткозамкнутым ротором при его вращении. При неподвижном роторе, так как магнитные поля обмотки возбуждения и выходной обмотки взаимно перпендикулярны, выходное напряжение равно нулю. При вращении ротора эта перпендикулярность нарушается и в выходной обмотке наводится ЭДС, пропорциональная скорости вращения.
Так как частота выходного напряжения не зависит от частоты вращения ротора и равна частоте напряжения в обмотке возбуждения, такой тип тахогенератора и называется асинхронным.
Асинхронный тахогенератор также позволяет определять направление вращения ротора, при смене направления фаза выходного сигнала изменяется на 180°.

### Синхронные тахогенераторы переменного тока

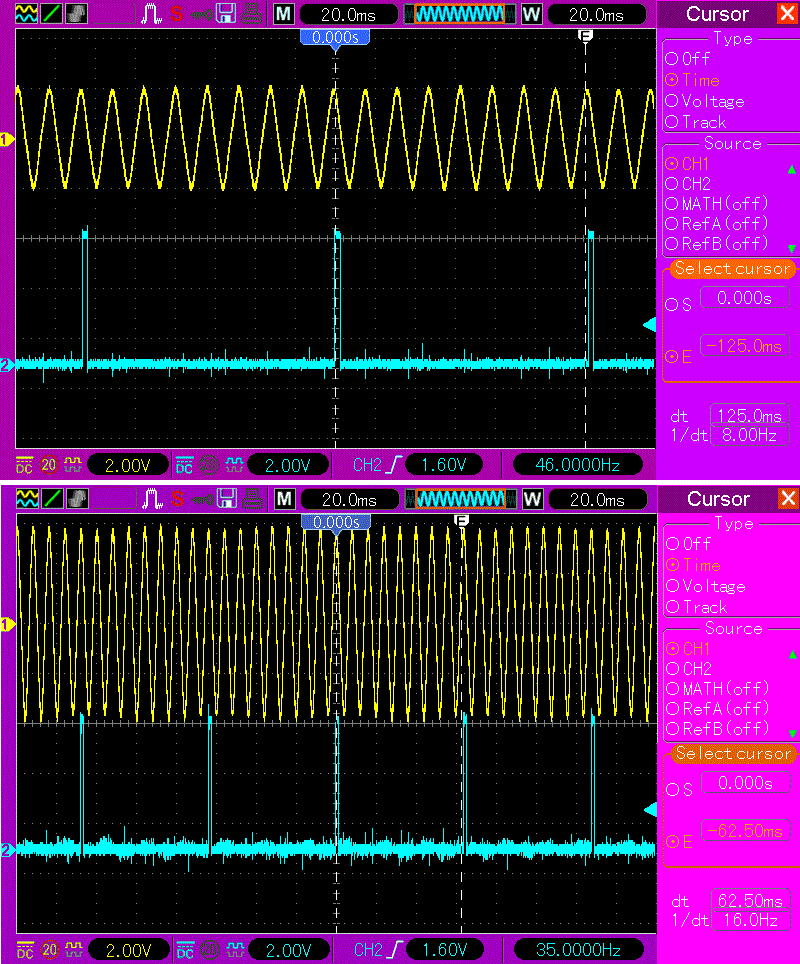
Осциллограмма, показывающая зависимость частоты и напряжения выходного сигнала синхронного тахогенератора от частоты вращения ротора.
Жёлтый — выход 16-полюсного тахогенератора.
Синий — датчик положения ротора (1 импульс на 1 оборот).
частоты вращения:
сверху 8 Гц, снизу 16 Гц

Представляют собой бесколлекторные синхронные машины с ротором, подмагниченным постоянным магнитом. На статоре расположены одна или несколько обмоток.
Такой тахогенератор преобразует скорость вращения ротора в переменное напряжение, амплитуда и частота которого прямо пропорциональны скорости вращения ротора.
Недостаток синхронного тахогенератора — невозможность определения направления вращения, что в некоторых применениях нежелательно.
Часто ротор выполняют в виде многополюсного постоянного магнита, поэтому на 1 оборот ротора генерируется несколько периодов выходного сигнала.
Измерения скорости вращения допустимо двумя способами — частотным и амплитудным.
Синхронные и асинхронные тахогенераторы обладает бо́льшим сроком службы по сравнению с тахогенераторами постоянного напряжения, так как в них отсутствуют коллекторно-щёточный узел.

### Частотный способ определения скорости вращения
Так как частота выходного сигнала не зависит от температуры, уменьшения магнитного потока вызванного старением и величины зазора между ротором и статором тахогенератора, то этот способ является одним из самых точных.
Скорость вращения вычисляется путём определения частоты выходного сигнала и дальнейшим вычислением частоты вращения ротора по формуле:
{\displaystyle F_{rot}={\frac {F_{out}}{p}},}
где {\displaystyle F_{rot}} — частота вращения ротора в Гц,
{\displaystyle F_{out}} — частота сигнала на выходе тахогенератора в Гц,
{\displaystyle p} — число пар полюсов ротора тахогенератора.
Недостатком частотного метода является то, что для более точного определения скорости необходимо больше времени, и за это время скорость может значительно измениться. Из этого следует, что чем больше времени тратится на накопление импульсов для определения частоты, тем больше динамическая погрешность в измерениях, поэтому в следящих системах автоматического регулирования скорости вращения происходит запаздывание реакции на возмущение и это в некоторых применениях нежелательно.
Для снижения динамической погрешности используют тахогенераторы с бо́льшим числом полюсов, это позволяет сократить время определения выходной частоты, а значит и время реакции управляющей системы авторегулирования.
Определить частоту сигнала можно из накопленных и усредненных периодов нескольких импульсов. Расчет производится по формуле:
{\displaystyle F_{out}={\frac {N}{T_{1}+...+T_{N}}}={\frac {N}{\sum _{i=1}^{N}T_{i}}},}
где {\displaystyle F_{out}} — частота сигнала на выходе тахогенератора,
{\displaystyle N} — число накопленных импульсов,
{\displaystyle T} — длительность периода.
При таком способе определения скорости вращения надо учитывать, что амплитуда выходного сигнала тоже меняется, а значит вход частотного детектора должен быть спроектирован для приема входного сигнала с изменяющейся в широких пределах амплитудой, что иногда является недостатком из-за усложнения схемы.

#### Амплитудный способ определения скорости вращения

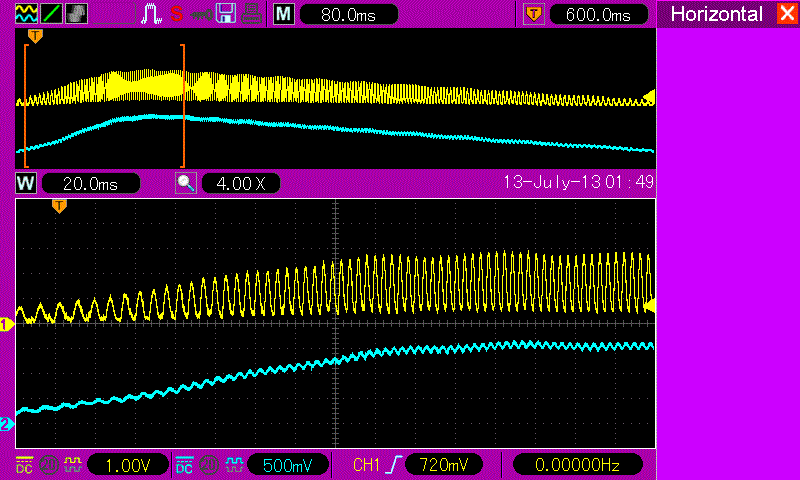
Результат работы простой схемы выпрямления и фильтрации переменного напряжения: кремниевый диодный мост и RC цепь.
Желтый — сигнал после диодного моста.
Синий — сигнал после RC цепи.
Видно резкое ускорение и плавное торможение.

Такой способ определения частоты не очень точен из-за зависимости от температуры, зазора между ротором и статором, от изменений магнитного потока магнита ротора при старении, а также из-за влияния частотной интермодуляции на реактивные элементы цепи. Но, в ряде случаев, данный способ оправдывает себя, компенсируя недостатки простотой схемы управления.
По мере увеличения скорости вращения, ЭДС, генерируемая в обмотке статора СТГ, будет возрастать.
Для снятия показаний с тахогенератора и приведения их к удобной форме используется одно- или двухполупериодный выпрямитель и НЧ фильтр, сглаживающий пульсации.
Отношение напряжения к частоте вращения ротора описывает параметр крутизна выходного напряжения, или коэффициент преобразования, представляемый обычно в {\displaystyle mV/RPM} (милливольт на оборот в минуту). По этому параметру можно определить частоту вращения ротора по формуле:
{\displaystyle F_{rot}={\frac {U_{out}}{60S_{t}}},}
где {\displaystyle F_{rot}} — частота вращения ротора в Гц,
{\displaystyle U_{out}} — выходное действующее напряжение с тахогенератора,
{\displaystyle S_{t}} — крутизна выходного напряжения в {\displaystyle mV/RPM}.

## Достоинства и недостатки
Достоинства:
- Пара тахогенератор — тахометр не требует дополнительных источников питания, проста и достаточно надёжна в работе.

Недостатки:
- Тахогенераторы не могут измерять очень медленное вращение — амплитуда или частота генерируемого сигнала становится очень малой.
- Тахогенераторы создают дополнительный крутящий момент трения на вращающийся вал, что вносит некоторую ошибку в измерения, но обычно она несущественна, но всё-таки несколько больше для тахогенераторов постоянного тока, чем для синхронных.
- Содержат трущиеся детали (при этом тахогенераторы постоянного тока существенно менее надёжны из-за наличия щёточно-коллекторного узла, и часто исполнялись как необслуживаемые, то есть подвергающиеся замене при выходе из строя полностью), и поэтому требуют периодическое техническое обслуживание.

## Иные датчики скорости вращения
С развитием электроники тахогенераторы все чаще заменяются на импульсные датчики, например, схемы с оптронами открытого типа, формирующие импульсы при отражении пучка света от контрастных меток на валу или на прерывания луча света обтюратором — крыльчаткой связанной с валом — датчики угла поворота (энкодеры), либо импульсные индукционные датчики, датчики Холла и прочие подобные импульсные электронные датчики.